# Evian (merk)
Evian is een Frans mineraalwatermerk, afkomstig van de Cachatbron in Évian-les-Bains, aan de zuidkant van het meer van Genève. Evian is onderdeel van de Groupe Danone en wordt verkocht in meer dan 130 landen. Dagelijks bottelt Evian vijf tot zes miljoen liter natuurlijk mineraalwater. In 2003 was Evian ’s werelds meest gedronken mineraalwater.

## Oorsprong
Het natuurlijke mineraalwater van Evian is afkomstig uit de Franse Alpen. De bron bevindt zich in Évian-les-Bains. Zoals voorgeschreven wordt het water gebotteld bij de bron, zonder enige bewerking. De temperatuur van het water bij de bron is 11,6 °C.

## Historie
Marquis de Lessert dronk in 1789 regelmatig het water van de Sint-Catherinebron op het land van een zekere Cachat. De markies had nier- en leverproblemen en geloofde dat zijn gezondheid hierdoor verbeterde. Hierna begonnen lokale doctoren het water voor te schrijven als remedie en ging de heer Cachat zijn water verkopen. In 1826 verleende de hertog van Savoye vergunning om het water commercieel te gaan bottelen.

## Milieubewustzijn
Om de puurheid en kwaliteit van het mineraalwater te behouden en zo het voortbestaan van de bron zeker te stellen, richtte Evian in 1992 de ‘Association for the Protection of the Evian Mineral Water Catchment Area’, ofwel de APIEME op. Het doel is het beschermen van het Alpengebied waar Evian zijn water aan onttrekt. Hierbij wordt nauw samengewerkt met de lokale politiek, economie en bevolking. Door deze duurzame exploitatie draagt Evian bij aan het zeker stellen van zuiver drinkwater voor toekomstige generaties.
Sinds 1998 steunt Evian de Conventie van Ramsar (1978) van Unesco. Het bedrijf participeert hierin en het biedt financiële steun aan dit fonds dat werkt aan de bewustmaking en het delen van kennis over waterbronnen en watermanagement.
In 2008 zet Evian in samenwerking met Ramsar de Evian Water Protection Institutes op om kennis te delen met de rest van de wereld. Het doel van dit project is de lokale bevolking te helpen om hun leefomstandigheden te verbeteren, door op een duurzame manier met water om te gaan. De eerste drie projecten zijn:
- la Plata Bassin in Argentinië: een van de grootste zoetwaterreservoirs ter wereld;
- Jagadishpur, een reservoir midden in het Himalayagebergte in Nepal;
- Bung Khong Long Lake in Thailand, belangrijk voor visserij en cultuur.